# 19789 Susanjohnson
19789 Susanjohnson è un asteroide della fascia principale. Scoperto nel 2000, presenta un'orbita caratterizzata da un semiasse maggiore pari a 2,2590327 UA e da un'eccentricità di 0,1555411, inclinata di 5,47945° rispetto all'eclittica.